# Eva Linsinger

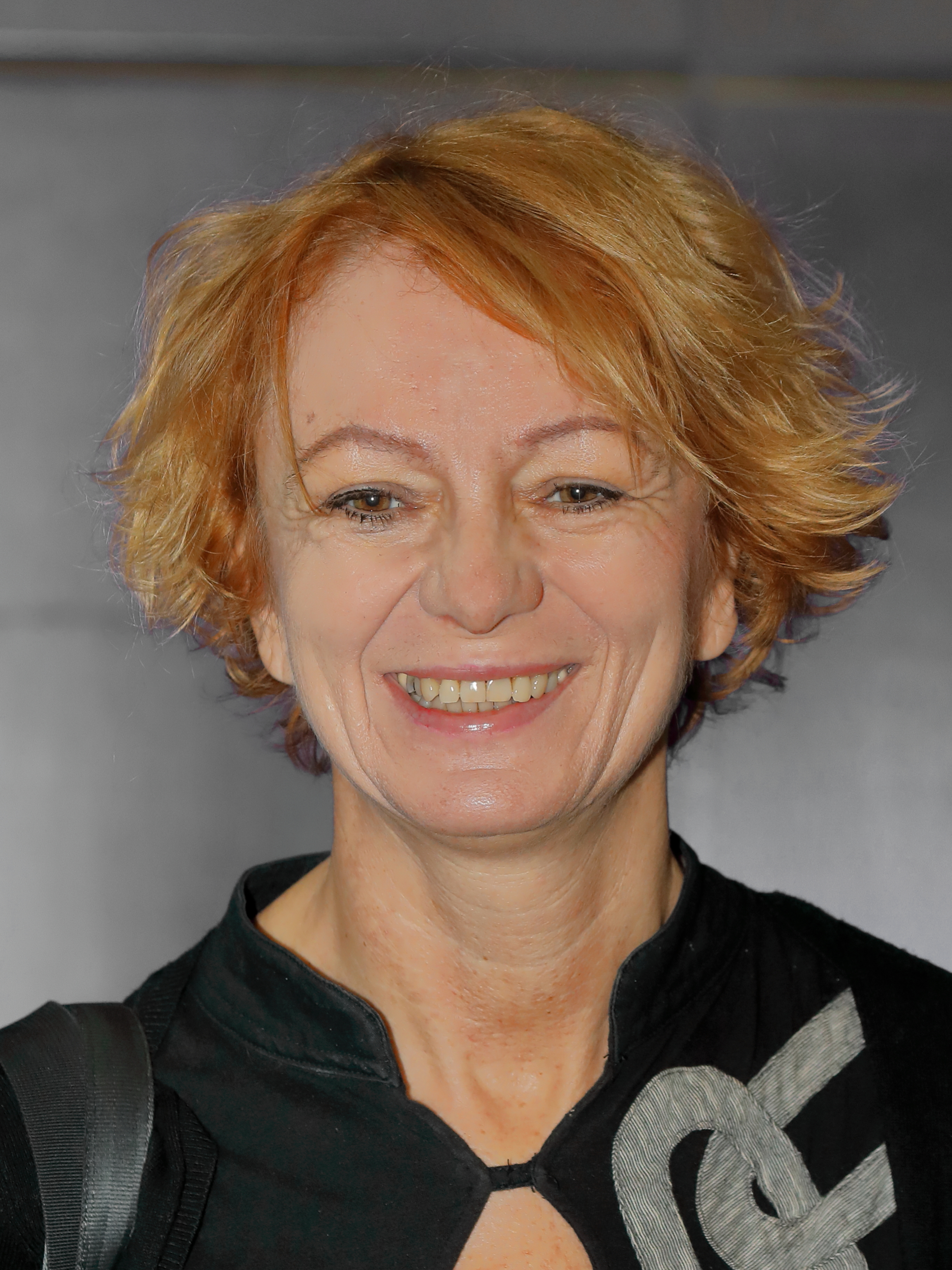
Eva Linsinger (2019)

Eva Linsinger (* 1968 in Schwarzach im Pongau) ist eine österreichische Journalistin und Autorin. Seit 2025 ist sie Sendungsverantwortliche des ORF-Magazins Report. Bis 2025 war sie stellvertretende Chefredakteurin und Innenpolitikchefin des Nachrichtenmagazins Profil.

## Leben
Eva Linsinger studierte Geschichte und Literatur an der Universität Salzburg. Ihre ersten journalistischen Schritte machte Linsinger bei der AZ und beim Kurier. Danach war sie bei der Tageszeitung Der Standard als Innenpolitik-Redakteurin und Brüssel-Korrespondentin tätig. Von 2006 bis Februar 2025, ab 2015 in der Position als Innenpolitik-Chefin, war sie beim Nachrichtenmagazin Profil tätig und trat dort in die Fußstapfen des langjährigen Innenpolitik-Chefs Herbert Lackner. Im März 2025 folgte sie Wolfgang Wagner als Sendungsverantwortliche des ORF-Magazins Report nach.
2008 veröffentlichte sie gemeinsam mit Sibylle Hamann das Weißbuch Frauen, Schwarzbuch Männer.

## Publikationen
- Mit Sibylle Hamann: Weißbuch Frauen, Schwarzbuch Männer: warum wir einen neuen Geschlechtervertrag brauchen. Deuticke, Wien 2008, ISBN 978-3-552-06073-9.
- Alles nur Fake! Journalismus in den Zeiten von Postdemokratie, Message Control und Rechtspopulismus. Picus-Verlag, Wien 2019, ISBN 978-3-7117-2086-3.

## Auszeichnungen
- 1999: Die Spitze Feder
- 2009: Wissenschaftsbuch des Jahres in der Kategorie Geistes-/Sozial-/Kulturwissenschaften
- 2021: Medienlöwin in Gold
- 2022: Kurt-Vorhofer-Preis[7]
- 2022: Journalistin des Jahres in der Kategorie Innenpolitik[8]